# Velennes (Oise)
Pour les articles homonymes, voir Velennes.
Velennes est une commune française située dans le département de l'Oise en région Hauts-de-France.

## Géographie
| Oroer     |          | Lafraye      |
| Bonlier   | Velennes |              |
| Nivillers |          | Fouquerolles |

### Hydrographie
La commune est située dans le bassin Seine-Normandie. Elle n'est drainée par aucun cours d'eau,.

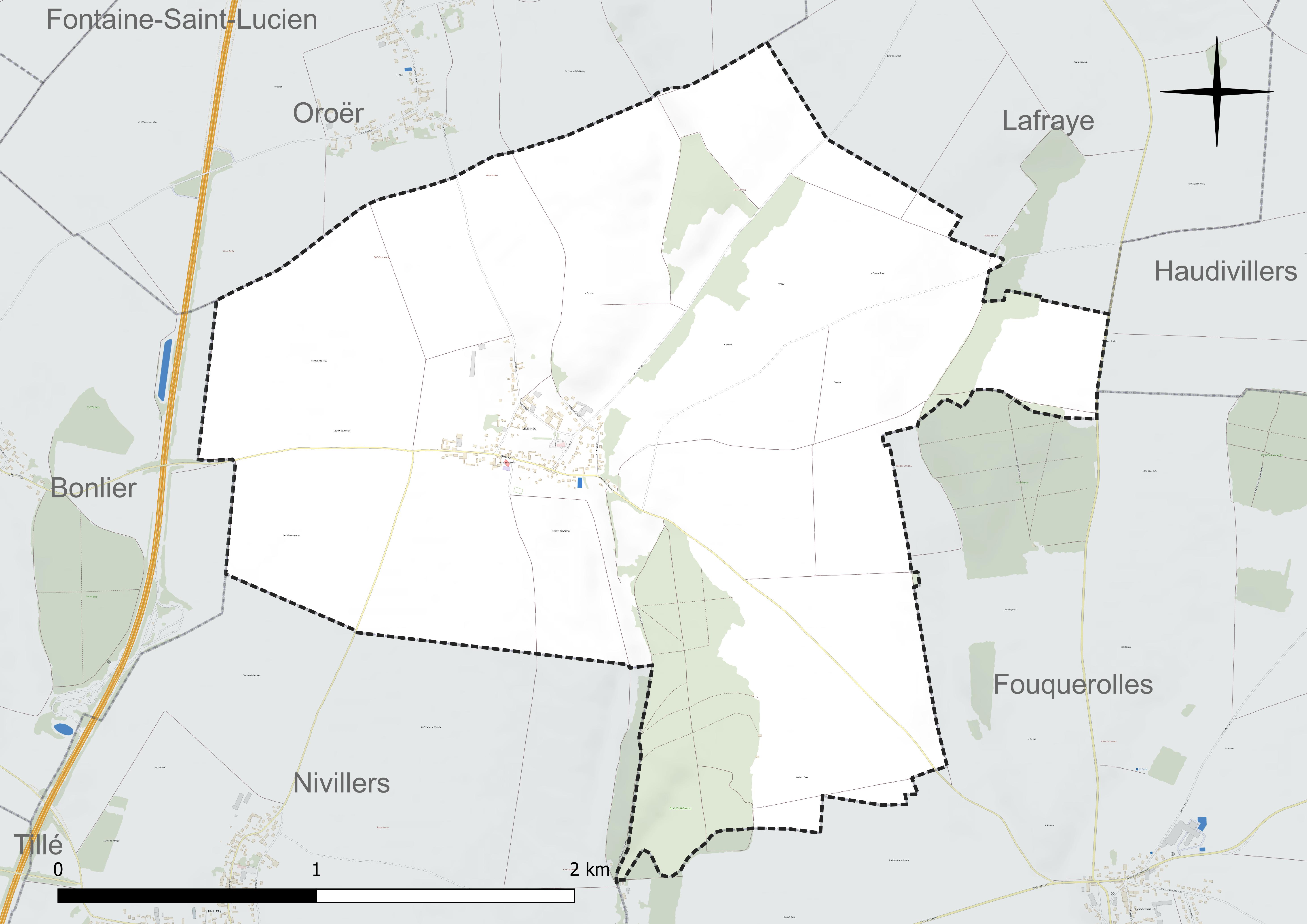
Réseau hydrographique de Velennes.

### Climat
Pour des articles plus généraux, voir Climat des Hauts-de-France et Climat de l'Oise.
En 2010, le climat de la commune est de type climat océanique dégradé des plaines du Centre et du Nord, selon une étude du CNRS s'appuyant sur une série de données couvrant la période 1971-2000. En 2020, Météo-France publie une typologie des climats de la France métropolitaine dans laquelle la commune est exposée à un climat océanique et est dans la région climatique  Nord-est du bassin Parisien, caractérisée par un ensoleillement médiocre, une pluviométrie moyenne régulièrement répartie au cours de l'année et un hiver froid (3 °C). 
Pour la période 1971-2000, la température annuelle moyenne est de 10,3 °C, avec une amplitude thermique annuelle de 14,4 °C. Le cumul annuel moyen de précipitations est de 694 mm, avec 10,9 jours de précipitations en janvier et 8,1 jours en juillet. Pour la période 1991-2020, la température moyenne annuelle observée sur la station météorologique la plus proche, située sur la commune de Tillé à 5 km à vol d'oiseau, est de 11,0 °C et le cumul annuel moyen de précipitations est de 655,5 mm,. Pour l'avenir, les paramètres climatiques de la commune estimés pour 2050 selon différents scénarios d'émission de gaz à effet de serre sont consultables sur un site dédié publié par Météo-France en novembre 2022.
| Mois                                  | jan.             | fév.             | mars           | avril           | mai             | juin           | jui.           | août           | sep.            | oct.          | nov.             | déc.             | année      |
| ------------------------------------- | ---------------- | ---------------- | -------------- | --------------- | --------------- | -------------- | -------------- | -------------- | --------------- | ------------- | ---------------- | ---------------- | ---------- |
| Température minimale moyenne (°C)     | 1,4              | 1,2              | 3              | 4,4             | 7,9             | 11             | 12,8           | 12,9           | 10,1            | 7,6           | 4,3              | 1,8              | 6,5        |
| Température moyenne (°C)              | 4,1              | 4,5              | 7,3            | 9,8             | 13,2            | 16,4           | 18,6           | 18,6           | 15,4            | 11,7          | 7,4              | 4,5              | 11         |
| Température maximale moyenne (°C)     | 6,7              | 7,8              | 11,6           | 15,2            | 18,6            | 21,8           | 24,4           | 24,4           | 20,6            | 15,7          | 10,4             | 7,1              | 15,4       |
| Record de froid (°C) date du record   | −19,7 28.01.1954 | −16,8 14.02.1956 | −12,1 13.03.13 | −6,9 06.04.21   | −2,4 03.05.21   | 1,2 05.06.1991 | 3,6 08.07.1954 | 3,9 28.08.1974 | −0,5 20.09.1952 | −5 28.10.03   | −10,9 25.11.1956 | −15,7 21.12.1946 | −19,7 1954 |
| Record de chaleur (°C) date du record | 15,6 27.01.03    | 20,4 24.02.1990  | 24,8 31.03.21  | 28,4 18.04.1949 | 31,2 25.05.1953 | 36,9 27.06.11  | 41,6 25.07.19  | 39 06.08.03    | 34,8 15.09.20   | 28,2 01.10.11 | 20,2 01.11.14    | 17 07.12.00      | 41,6 2019  |
| Ensoleillement (h)                    | 595              | 785              | 1 272          | 1 788           | 2 033           | 2 089          | 2 198          | 2 081          | 1 638           | 1 122         | 676              | 546              | 16 822     |
| Précipitations (mm)                   | 53,8             | 44,9             | 45,8           | 44,5            | 60,6            | 53             | 54             | 57,8           | 48,5            | 58,1          | 58,4             | 76,1             | 655,5      |

## Urbanisme

### Typologie
Au 1er janvier 2024, Velennes est catégorisée commune rurale à habitat dispersé, selon la nouvelle grille communale de densité à sept niveaux définie par l'Insee en 2022.
Elle est située hors unité urbaine. Par ailleurs la commune fait partie de l'aire d'attraction de Beauvais, dont elle est une commune de la couronne,. Cette aire, qui regroupe 162 communes, est catégorisée dans les aires de 50 000 à moins de 200 000 habitants,.

### Occupation des sols
L'occupation des sols de la commune, telle qu'elle ressort de la base de données européenne d'occupation biophysique des sols Corine Land Cover (CLC), est marquée par l'importance des territoires agricoles (87,2 % en 2018), une proportion identique à celle de 1990 (87,2 %). La répartition détaillée en 2018 est la suivante : 
terres arables (82,7 %), forêts (8,7 %), zones agricoles hétérogènes (4,5 %), zones urbanisées (4,2 %). L'évolution de l'occupation des sols de la commune et de ses infrastructures peut être observée sur les différentes représentations cartographiques du territoire : la carte de Cassini (XVIIIe siècle), la carte d'état-major (1820-1866) et les cartes ou photos aériennes de l'IGN pour la période actuelle (1950 à aujourd'hui).

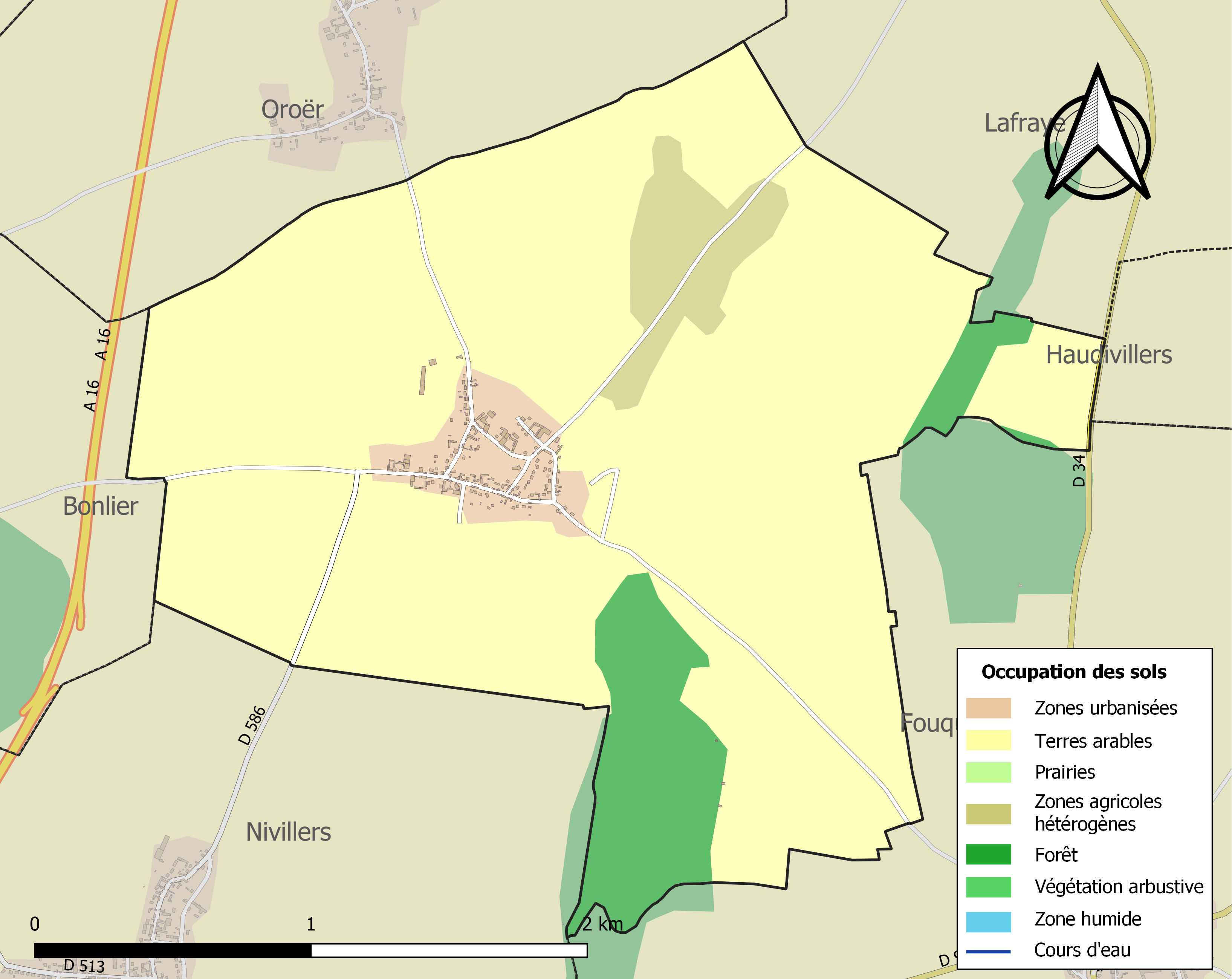
Carte des infrastructures et de l'occupation des sols de la commune en 2018 (CLC).

### Voies de communication et transports
La commune est desservie, en 2023, par des lignes scolaires et le service de transport à la demande Corolis à la demande - Zone Centre du réseau Corolis ainsi que par la ligne 613 du réseau interurbain de l'Oise.

## Toponymie
Le nom de la localité est attesté sous les formes Velena (vers 873) ; Drogo de Velenia (1150) ; Vellana (1186) ; Velana (1190) ; de Velenna (1201) ; Velanna (vers 1219) ; Johannis de Velana (1232) ; in via de Velana (1238) ; apud Velane (1238) ; Vellanoe (1269) ; apud Velanam (1292) ; in territorio de Velene (XIIIe) ; de Villanis (XIVe) ; Valaines (vers 1410) ; Velane (XVe) ; Velannes (XVe) ; Vellenne (XVe) ; Vellenes (XVe) ; Vellennes (vers 1610) ; Velaines (1667) ; Velennes (1840).

Pluriel du bas latin, d'abord au singulier, de l'adjectif féminin villana (terra) : « (terre) tenue par un villanus, un paysan libre , domaine non noble ».

## Politique et administration

### Rattachements administratifs et électoraux
La commune se trouve dans l'arrondissement de Beauvais du département de l'Oise. Pour l'élection des députés, elle fait partie de la première circonscription de l'Oise.
Elle fait partie depuis 1801 du canton de Nivillers. Dans le cadre du redécoupage cantonal de 2014 en France, la commune est intégrée au canton de Mouy

### Intercommunalité
La commune était membre de la communauté de communes rurales du Beauvaisis créée le 31 janvier 1997.
Dans le cadre des dispositions de la loi portant nouvelle organisation territoriale de la République (Loi NOTRe) du 7 août 2015, qui prévoit que les établissements publics de coopération intercommunale (EPCI) à fiscalité propre doivent avoir un minimum de 15 000 habitants, le préfet de l'Oise a publié en octobre 2015 un projet de nouveau schéma départemental de coopération intercommunale qui a prévu la fusion de la petite communauté de communes rurales du Beauvaisis avec la communauté d'agglomération du Beauvaisis (CAB).
Cette fusion est intervenue le 1er janvier 2017, et la commune est désormais membre de la CAB.

### Liste des maires
| Période                                  | Période                    | Identité            | Étiquette | Qualité                    |
| ---------------------------------------- | -------------------------- | ------------------- | --------- | -------------------------- |
| Les données manquantes sont à compléter. |                            |                     |           |                            |
| ?                                        | 1943                       | Arnaud Bisson       |           | Compagnon de la Libération |
| mars 2001                                | 2014                       | Patrick David       |           |                            |
| mars 2014                                | En cours (au 6 avril 2015) | Jean-Paul Ternisien |           |                            |

### Politique environnementale
La municipalité a décidé en 2015 d'éteindre l'éclairage public la nuit, de 23 heures à 5 heures du matin, afin de faire des économies et d'éviter d'accroître les impôts

## Population et société

### Démographie

#### Évolution démographique
L'évolution du nombre d'habitants est connue à travers les recensements de la population effectués dans la commune depuis 1793. Pour les communes de moins de 10 000 habitants, une enquête de recensement portant sur toute la population est réalisée tous les cinq ans, les populations de référence des années intermédiaires étant quant à elles estimées par interpolation ou extrapolation. Pour la commune, le premier recensement exhaustif entrant dans le cadre du nouveau dispositif a été réalisé en 2007.

En 2022, la commune comptait 238 habitants, en évolution de −0,42 % par rapport à 2016 (Oise : +0,87 %, France hors Mayotte : +2,11 %).
| 1793 | 1800 | 1806 | 1821 | 1831 | 1836 | 1841 | 1846 | 1851 |
| ---- | ---- | ---- | ---- | ---- | ---- | ---- | ---- | ---- |
| 270  | 262  | 300  | 273  | 242  | 234  | 230  | 219  | 216  |

| 1856 | 1861 | 1866 | 1872 | 1876 | 1881 | 1886 | 1891 | 1896 |
| ---- | ---- | ---- | ---- | ---- | ---- | ---- | ---- | ---- |
| 220  | 238  | 224  | 204  | 188  | 200  | 170  | 164  | 155  |

| 1901 | 1906 | 1911 | 1921 | 1926 | 1931 | 1936 | 1946 | 1954 |
| ---- | ---- | ---- | ---- | ---- | ---- | ---- | ---- | ---- |
| 149  | 144  | 126  | 106  | 103  | 116  | 132  | 111  | 124  |

| 1962 | 1968 | 1975 | 1982 | 1990 | 1999 | 2006 | 2007 | 2012 |
| ---- | ---- | ---- | ---- | ---- | ---- | ---- | ---- | ---- |
| 131  | 114  | 149  | 197  | 269  | 271  | 261  | 260  | 238  |

| 2017 | 2022 | - | - | - | - | - | - | - |
| ---- | ---- | - | - | - | - | - | - | - |
| 241  | 238  | - | - | - | - | - | - | - |

#### Pyramide des âges
La population de la commune est relativement jeune.
En 2018, le taux de personnes d'un âge inférieur à 30 ans s'élève à 30,5 %, soit en dessous de la moyenne départementale (37,3 %). À l'inverse, le taux de personnes d'âge supérieur à 60 ans est de 25,5 % la même année, alors qu'il est de 22,8 % au niveau départemental.
En 2018, la commune comptait 118 hommes pour 124 femmes, soit un taux de 51,24 % de femmes, légèrement supérieur au taux départemental (51,11 %).
Les pyramides des âges de la commune et du département s'établissent comme suit.
| Hommes | Classe d’âge | Femmes |
| ------ | ------------ | ------ |
| 0,0    | 90 ou +      | 0,8    |
| 3,4    | 75-89 ans    | 5,6    |
| 23,6   | 60-74 ans    | 17,7   |
| 29,6   | 45-59 ans    | 26,7   |
| 14,5   | 30-44 ans    | 17,2   |
| 14,5   | 15-29 ans    | 13,1   |
| 14,5   | 0-14 ans     | 18,8   |

| Hommes | Classe d’âge | Femmes |
| ------ | ------------ | ------ |
| 0,5    | 90 ou +      | 1,4    |
| 5,5    | 75-89 ans    | 7,6    |
| 15,6   | 60-74 ans    | 16,3   |
| 20,8   | 45-59 ans    | 20     |
| 19,4   | 30-44 ans    | 19,4   |
| 17,6   | 15-29 ans    | 16,2   |
| 20,6   | 0-14 ans     | 19,1   |

## Culture locale et patrimoine

### Lieux et monuments

L'église de la Nativité de Notre-Dame.

- L'église de la Nativité de Notre-Dame.

### Personnalités liées à la commune
- Arnaud Bisson (1909-1944), résistant, Compagnon de la Libération. Maire de la commune au début de la Seconde Guerre mondiale, il crée l'un des premiers groupe de résistance dans la région de Beauvais.
- Eugeniusz Horbaczewski (1917-1944), pilote de chasse polonais, as des forces armées polonaises de la Seconde Guerre mondiale,  tombé à Velennes lors d'un en combat aérien dans le ciel du Beauvaisis le 18 août 1944 à bord d'un Mustang III après avoir abattu 3 Focke-Wulf Fw 190 de l'escadrille allemande JG 26 basée à Beauvais-Tillé. Une stèle à sa mémoire a été dévoilée à Velennes le 23 juin 2018[25].